# Krzysztof Janczak (aktor)
Krzysztof Janczak, bardziej znany jako Pan Yapa (ur. 3 lipca 1949 w Świdrze, obecnie dzielnicy Otwocka) – polski aktor, reżyser i scenarzysta.

## Życiorys
Na początku lat 70. XX w. zadebiutował jako poeta w dwutygodniku społeczno-kulturalnym „Kamena”. W 1972 związał się ze Studenckim Teatrem Satyryków. Był tam m.in. współautorem i aktorem w spektaklu Tętno, który po paru wystawieniach został zdjęty przez cenzurę. W latach 1976–1980 występował w kabaretach wystawiających na deskach klubu Stodoła w Warszawie. W 1980–1981 współpracował z Janem Pietrzakiem. W jego kabarecie Młoda Egida, a następnie Pod Egidą gdzie był aktorem i autorem tekstów.
Po wprowadzeniu stanu wojennego publikował w podziemnej prasie, m.in. w Wezwaniu. W tym czasie po raz pierwszy wcielił się w postać Pana Yapy, która była jego autorskim pomysłem. Jako Pan Yapa współtworzył program telewizyjny 5-10-15. Grał w wielu filmach i serialach dla dzieci. Swoje przedstawienia autorskie dla dzieci wystawiał w Teatrze na Woli. Występował też w wielu koncertach i trasach estradowych w całej Polsce, m.in. ponad 200 razy w Lecie z Radiem i Koncertowe Lato RMF. Postać Pana Yapy była też wykorzystywana w reklamach telewizyjnych, m.in. czekolady Terravita z 1997, w której wystąpiła też sześcioletnia wówczas Klaudia Halejcio.
W 1986 zdał aktorski egzamin eksternistyczny. Od początku lat 90. XX w. już nie jako Pan Yapa zaczął grać w wielu filmach i serialach telewizyjnych. W 1997 roku zagrał w reklamie czekolady "Terravita" która stała się obiektem żartów w późniejszych latach. W latach 2000–2001 w RTL 7 prowadził program Beczka Śmiechu.
Obecnie prowadzi kanał Yapa.TV na YouTube i występuje na estradzie z programem „Pan Yapa – show”.
Członek zwyczajny ZAiKS, ZAKR i ZASP.

## Odznaczenia
W 1998 roku został uhonorowany Orderem Uśmiechu.

## Filmy
- 1995: Les Milles – oficer francuski grający w lotki
- 1994: Oczy niebieskie – „Gruby” na wsi nawołujący do strajku we śnie
- 1993: Do widzenia wczoraj. Dwie krótkie komedie o zmianie systemu – ksiądz na pogrzebie Władysława (nowela „Skok”)
- 1993: Łowca. Ostatnie starcie – taksówkarz
- 1993: Tylko strach – członek klubu AA
- 1993: Pora na czarownice – klient Joli
- 1992: Naprawdę krótki film o miłości, zabijaniu i jeszcze jednym przykazaniu
- 1987: Cyrk odjeżdża – klown Michał Puciewicz
- 1987: Wielkie oczy – tata Zuzi i Tomka

## Seriale
- 2018: O mnie się nie martw – starszy pan[1]
- 2004–2008, od 2018: Na dobre i na złe – Konstanty Pliszka, kierowca Pana Weissa-Korzyckiego
- 2004: Pierwsza miłość – Rykowski, prywatny detektyw na zlecenie Marka Żukowskiego śledzący Teresę
- 2003–2004: Rodzinka – szef punktu napraw sprzętu AGD
- 2003: Kasia i Tomek – gadatliwy kandydat na lokatora (sezon 3, odc. 4)
- 2000: Słoneczna włócznia – gadająca głowa w lunaparku
- 1999: Tygrysy Europy – instruktor pilotażu uczący latać Nowaka
- 1998: Gwiezdny pirat – listonosz Leon
- 1996: Tajemnica Sagali – dyrektor szkoły
- 1994: Jest jak jest – kierowca ciężarówki
- 1994: Stella Stellaris
- 1993: Wow – sierżant Ronnie
- 1993: Pora na czarownice – klient Joli
- 1991–1993: Kuchnia polska – pracownik stacji benzynowej (odc. 5)
- 1989: Odbicia – konferansjer
- 1984: Siedem życzeń – złodziej
- 1984: Trapez – Jan Kuczyński, dyrektor „Polskóru”
- 1978: Układ krążenia – uczestnik bójki (odcinek 3)

## Dyskografia
- Pan Yapa i załoga Π
- Pan Yapa i magiczna załoga
- Pan Yapa i hitowa załoga